# Marija Fabković
Marija Fabković, född 1833, död 1915, var en kroatisk feminist och lärare. 
Hon arbetade som lärare, och kom att bli en pionjärfigur i Kroatiens kvinnorörelse, som initialt dominerades av kvinnliga lärare. 
Startpunkten för Kroatiens kvinnorörelse anses vara de tal som hölls av Marija Fabković och Marija Jambrišak på Kroatiens första lärarkonferens 1871, då de förespråkade manliga och kvinnliga lärares lika villkor, och en sekulär undervisning utan religionens inblandning. 
Marija Fabković förespråkade kvinnliga lärares rätt till samma lön, rösträtt till styrelsen för kommunala skolor, och rätt att sitta i kommunala parlament.
Arbetet bar frukt, och kvinnliga och manliga lärare fick lika arbetsvillkor 1874. Under den konservativa Károly Khuen-Hédervárys tid som guvernör 1883–1903 gjordes inga framsteg i kvinnors rättigheter och vissa rättigheter blev rentav återkallade, då gifta kvinnor förbjöds arbeta som lärare.